# United Abominations
United Abominations är det elfte studioalbumet av det amerikanska thrash metal-bandet Megadeth, utgivet 15 maj 2007. Albumet planerades först att ges ut den 31 oktober 2006 men bandets frontman Dave Mustaine ville ha mer tid att göra skivan perfekt, varför utgivningsdatumet blev framskjutet.
Albumtiteln är en ordlek som syftar på United Nations (FN) och betyder ungefär "förenta vederstyggelserna" på svenska. Omslaget avbildar förstörelsen av förenta nationernas högkvarter i New York och en ny version av Megadeths maskot, Vic Rattlehead. Den framlidne Led Zeppelin-trummisen John Bonhams trummor användes vid inspelningen av skivan.
Låten "À Tout le Monde (Set Me Free)" är en duett med Cristina Scabbia. Originalversionen av denna låt finns på Megadeths album Youthanasia.

## Låtlista
Alla låtar skrivna av Dave Mustaine där inget annat anges.
Sida ett
1. "Sleepwalker" - 5:53
2. "Washington Is Next!" - 5:19
3. "Never Walk Alone... A Call to Arms" (Dave Mustaine, Glen Drover) - 3:54
4. "United Abominations" - 5:35
5. "Gears of War" - 4:26

Sida två
1. "Blessed Are the Dead" - 4:02
2. "Play for Blood" - 3:49
3. "À Tout le Monde (Set Me Free)" - 4:11
4. "Amerikhastan" - 3:43
5. "You're Dead" - 3:18
6. "Burnt Ice" - 3:47
7. "Out On the Tiles" - 4:03 (Led Zeppelin-cover, finns endast som bonusspår på den japanska versionen)

Följande b-sidor finns på specialutgåvor:
1. "Black Swan" - 4:04
2. "The Bodies Left Behind"
3. "Special Live Track"

## Medverkande
- Dave Mustaine - sång, gitarr
- Glen Drover - gitarr, bakgrundssång
- James LoMenzo - elbas, bakgrundssång
- Shawn Drover - trummor, slagverk, bakgrundssång